# جون إتش مكارثر
جون إتش مكارثر (بالإنجليزية: John H. McArthur)‏ هو منظر أعمال ‏ كندي وأمريكي، ولد في 31 مارس 1934 في برنابي في كندا، وتوفي في 20 أغسطس 2019.

## وصلات خارجية
- جون إتش مكارثر على موقع إن إن دي بي (الإنجليزية)